# 百樂門-放克瘋
百樂門-放克瘋（直译：「议会-放克幻 / 疯」，簡稱P-Funk）是由喬治·克林頓領導音樂家們組成的美國放克音樂集合體，其成員主要來自百乐门和放克疯，這兩個樂團皆始自1960年代。其獨特的放克風格借鑒了迷幻文化、古怪時尚、科學幻想和超現實主義的幽默，並對後來1980年代和1990年代的放克、後龐克、嘻哈音樂和后迪斯科音樂家們產生影響。而他們的集體神話也造就了日後黑人未來主義的誕生。
此集合體的起源可以追溯到1950年代末由克林頓在紐澤西州普萊恩菲爾德組成的嘟·喔普組合百乐门人声组合。在1960年代後期的音樂家如吉米·亨德里克斯、斯莱·斯通和弗兰克·扎帕的影響下，克林頓搬到了底特律，組成了姐妹樂團百樂門與放克瘋，前者風格較具商業性，後者則受迷幻搖滾風格影響。兩個樂團發行了如《Maggot Brain》、《Mothership Connection》、《One Nation Under a Groove》等廣獲好評的專輯，以及打榜單曲如〈Give Up the Funk〉、〈One Nation Under a Groove〉、〈Flash Light〉、〈Atomic Dog〉。總體而言，該集合體在1967年至1983年間在美國R&B音樂排行榜上獲得了十三首前十名歌曲，其中包括有六首達到第一。
而「百樂門-放克瘋」之名則成為與喬治·克林頓相關的音樂家們之錄製與巡演計畫的囊括詞，其他著名的集合體成員包括布德西·柯林斯、伯尼·吳瑞爾、艾迪·哈澤爾和麥可·漢普頓等。到了1980年代初，克林頓和其他成員開始了個人生涯，克林頓也在鞏固集和體的多個計畫，並以喬治·克林頓和P-Funk全明星（英語：George Clinton and the P-Funk All-Stars）等名義進行巡迴演出。部分前百樂門成員則以Original P名義表演。16位百樂門-放克瘋的重要成員於1997年入選搖滾名人堂。

## 重要成員
- 喬治·克林頓（英語：George Clinton，團長、歌手、製作人、詞曲作者；生於1941年7月22日）
- 「布德西」威廉·柯林斯（英语：Bootsy Collins）（貝斯、爵士鼓、歌手、製作人、詞曲作者；生於1951年10月26日）
- 艾迪·哈澤爾（英语：Eddie Hazel）（吉他、歌手、詞曲作者；1950年4月10日－1992年12月23日）
- 伯尼·吳瑞爾（英语：Bernie Worrell）（鍵盤、歌手、製作人、詞曲作者、編曲者；1944年4月19日－2016年6月24日）
- 「小子」瓦爾特·莫里森（英语：Walter "Junie" Morrison）（鍵盤、多樂器演奏家、歌手、製作人、詞曲作者、編曲者；1954年6月28日－2017年1月21日）
- 「褯男」蓋瑞·席德爾（英语：Garry Shider）（吉他、歌手；1953年7月24日－2010年6月16日）
- 「放克瘋小子」麥可·漢普頓（英语：Michael Hampton）（吉他；生於1956年11月15日）
- 格倫·戈斯（英语：Glenn Goins）（吉他、歌手；1954年1月2日－1978年7月29日）
- 「大腳」傑羅姆·布萊（英语：Jerome Brailey）（爵士鼓、打擊樂器；生於1950年8月20日）
- 「提基」拉蒙·富爾伍德（英语：Tiki Fulwood）（爵士鼓、歌手；1944年5月23日－1979年10月29日）
- 「比利·貝斯」尼爾森（英语：Billy Bass Nelson）（吉他、貝斯；生於1951年1月28日）
- 「布基」科德爾·莫森（英语：Cordell Mosson）（吉他、貝斯、爵士鼓；1952年10月16日－2013年4月18日）
- 「黃貂魚」雷·戴維士（英语：Ray Davis (musician)）（歌手；1940年5月29日－2005年7月5日）
- 「富茲齊」克拉倫斯·海斯金斯（英语：Fuzzy Haskins）（吉他、歌手、爵士鼓；1941年6月8日－2023年3月17日）
- 卡爾文·賽門（英语：Calvin Simon）（歌手、打擊樂器；1942年5月22日－2022年1月6日）
- 「謝迪·格雷迪」湯瑪斯（英语：Grady Thomas）（歌手；生於1941年1月2日）

## 著名歌曲
- 〈Atomic Dog（英语：Atomic Dog）〉（喬治·克林頓）
- 〈One Nation Under a Groove（英语：One Nation Under a Groove (song)）〉（放克瘋）
- 〈Give Up the Funk (Tear the Roof off the Sucker)（英语：Give Up the Funk (Tear the Roof off the Sucker)）〉（百樂門）
- 〈(Not Just) Knee Deep（英语：(Not Just) Knee Deep）〉（放克瘋）
- 〈Flash Light（英语：Flash Light (song)）〉（百樂門）
- 〈Maggot Brain（英语：Maggot Brain (song)）〉（放克瘋）
- 〈P. Funk (Wants to Get Funked Up)（英语：P. Funk (Wants to Get Funked Up)）〉（百樂門）
- 〈Mothership Connection (Star Child)（英语：Mothership Connection (Star Child)）〉（百樂門）
- 〈Aqua Boogie (A Psychoalphadiscobetabioaquadoloop)（英语：Aqua Boogie (A Psychoalphadiscobetabioaquadoloop)）〉（百樂門）
- 〈Bootzilla（英语：Bootzilla）〉（布德西的橡膠樂團（英语：Bootsy Collins））
- 〈Funkentelechy（英语：Funkentelechy）〉（百樂門）
- 〈Do That Stuff（英语：Do That Stuff）〉（百樂門）
- 〈The Pinocchio Theory（英语：The Pinocchio Theory）〉（布德西的橡膠樂團）
- 〈Up for the Down Stroke（英语：Up for the Down Stroke (song)）〉（百樂門）
- 〈Chocolate City（英语：Chocolate City (song)）〉（百樂門）
- 〈Bop Gun (Endangered Species)（英语：Bop Gun (Endangered Species)）〉（百樂門）
- 〈Dr. Funkenstein（英语：Dr. Funkenstein）〉（百樂門）
- 〈Do Fries Go with That Shake?（英语：Do Fries Go with That Shake?）〉（喬治·克林頓）
- 〈The Electric Spanking of War Babies（英语：The Electric Spanking of War Babies (song)）〉（放克瘋）

## 外部鏈結
- 喬治·克林頓的官方網站 （页面存档备份，存于）
- 彙整總頁 （页面存档备份，存于）
- P.Funk傳送門 （页面存档备份，存于）
- 臉書上的P-Funk收集者頁面
- 臉書上的喬治·克林頓和百樂門-放克瘋
- P-Funk巡演表 （页面存档备份，存于） (檔案)